# Мировое (Тернопольская область)
Мировое (укр. Мирове) — село в Шумской городской общине Кременецкого района Тернопольской области Украины.
До 2020 года входило в Шумский район.
Население по данным 2014 года составляло 429 человек. Население по переписи 2001 года составляло 448 человек. Почтовый индекс — 47131. Телефонный код — 3558.